# Henryk Kowalczyk
Henryk Kowalczyk, né le 15 juillet 1956 à Żabianka, est un homme politique polonais membre de Droit et justice (PiS).
Il est député à la Diète depuis octobre 2005, et vice-président du Conseil des ministres ainsi que ministre de l'Agriculture et du Développement rural depuis octobre 2021.

## Biographie

### Vie professionnelle
Il est diplômé en 1980 de l'université de Varsovie en mathématiques. Jusqu'en 1990, il enseigne cette matière à l'école agricole de Golądkowo, en Mazovie.

### Engagement politique

#### Débuts
Il est élu maire de Winnica en 1990 et adhère en 1992 à l'Union chrétienne-nationale (ZChN).
Il abandonne cette fonction au bout de huit ans pour occuper les fonctions de voïvode de Ciechanów. En 1999, il retrouve son poste municipal, se fait élire à la diétine de la nouvelle voïvodie de Mazovie sur la liste de l'Alliance électorale Solidarité (AWS). De fait, il abandonne ses responsabilités administratives.

#### Parlementaire
Il quitte la ZChN en 2003 et rejoint Droit et justice deux années plus tard. Pour les élections législatives du 25 septembre 2005, il postule dans la circonscription de Siedlce. Il obtient 7 211 votes préférentiels, soit le quatrième score des candidats de PiS qui remporte quatre sièges.
Nomme secrétaire d'État du ministère de l'Agriculture et du Développement rural le 7 juin 2006, il est réélu député au cours des élections législatives anticipées du 21 octobre 2007 avec 13 600 suffrages de préférence. Lors des élections législatives du 9 octobre 2011, il remporte un troisième mandat avec 13 713 voix préférentielles.

#### Ministre
Aux élections législatives du 25 octobre 2015, il est réélu et engrange 22 850 votes préférentiels, soit le troisième score de Droit et justice. Le 16 novembre, Henryk Kowalczyk est nommé à 59 ans président du comité permanent du gouvernement, avec rang de ministre sans portefeuille dans le gouvernement de la présidente du Conseil des ministres conservatrice Beata Szydło.
Après le renvoi de Dawid Jackiewicz, il devient responsable du ministère du Trésor d'État le 21 septembre 2016. Ce département étant appelé à disparaître, il ne reçoit pas le titre de ministre.